# Gainsbourg, vie héroïque
Gainsbourg, vie héroïque er en fransk film om den franske kunstner Serge Gainsbourg og hans liv. Filmen udkom i de franske biografer i januar 2010.
Filmen viser nogle nøglescener i Gainsbourgs liv, fra hans ungdom til hans sene år, og tydeliggør nogle handlinger ved at vise en slags über-Ich i form af en tegneseriefigur i Gainsbourgs skikkelse som reflekterer på kunstnerens handlinger og beslutninger.
Tegningerne der vises i filmen stammer ikke fra Gainsbourgs hænder men er lavet af instruktøren og initiativtageren til filmen, Johann Sfar. Tegningerne er også udkommet som bog.

## Eksterne links
- Gainsbourg, vie héroïque på Internet Movie Database (engelsk)
- Gainsbourg, vie héroïque på Filmdatabasen
- Gainsbourg, vie héroïque på Scope
- Gainsbourg, vie héroïque i Svensk Filmdatabas (svensk)
- Gainsbourg, vie héroïque på AlloCiné (fransk)
- Gainsbourg, vie héroïque på MovieMeter (nederlandsk)
- Gainsbourg, vie héroïque på AllMovie (engelsk)
- Gainsbourg, vie héroïque på Turner Classic Movies (engelsk)
- Gainsbourg, vie héroïque på The Movie Database (engelsk)
- Gainsbourg, vie héroïque på Rotten Tomatoes (engelsk)

 Der er for få eller ingen kildehenvisninger i denne artikel, hvilket er et problem. Du kan hjælpe ved at angive troværdige kilder til de påstande, som fremføres i artiklen.